# Jupicier
Jupicier (biał. Юпіцер; ros. Юпитер, Jupitier) – wieś na Białorusi, w obwodzie mińskim, w rejonie dzierżyńskim, w sielsowiecie Dzierżyńsk, przy drodze magistralnej M1.